# Appoggiature (note étrangère)
Ne doit pas être confondu avec Appoggiature (ornement).
En harmonie tonale, une appoggiature est une note étrangère non préparée, ordinairement placée sur temps fort, ou partie forte de temps, qui se résout par mouvement conjoint sur l'une des notes réelles de l'accord.
Pendant la période baroque, elle était souvent notée au moyen de petites notes — appelées notes d'agrément ou fioritures — soulignant ainsi son caractère d'ornement mélodique — cf. appoggiatures ornementales. Elle a pourtant une puissance harmonique comparable à celle du retard auquel elle est apparentée : on peut en effet l'analyser comme un « retard sans préparation ».
Il existe également une appoggiature placée sur temps faible ou partie faible de temps, et appelée appoggiature faible : elle s'apparente à une note de passage non préparée, et doit être analysée comme telle.

## Généralités
- L'appoggiature sur temps fort est qualifiée d'appoggiature supérieure, quand elle descend à la note réelle (exemples B & C), d'appoggiature inférieure, quand elle monte à la note réelle (exemples A & D), ou encore, d'appoggiature double, lorsqu'elle se fait à la fois avec la note supérieure et la note inférieure, ceci dans n'importe quel ordre.

Lorsque l'appoggiature est supérieure, elle doit appartenir à la tonalité. Lorsqu'elle est inférieure, elle peut être accidentellement altérée de manière à être située un demi-ton diatonique au-dessous de sa note résolutive (exemple D) : il s'agit dans ce cas, d'une altération ne provoquant aucune modulation. Cette altération permet d'éviter un rapprochement de seconde mineure — ou de son redoublement — simultanée entre l'appoggiature et la tierce majeure de l'accord.
L'appoggiature supérieure du VIe degré en mineur se fait sur un degré non altéré — une sous-tonique au lieu d'une sensible, en somme —, ceci afin d'éviter l'intervalle de seconde augmentée situé sur le VIIe degré.
- Deux ou trois appoggiatures peuvent être simultanées (exemples C & D).
- À l'instar du retard, une appoggiature peut être chiffrée, surtout lorsque celle-ci se produit à la basse.
- Exemples d'appoggiatures sur Ier degré :

## Réalisation de l'appoggiature
- Il est en principe préférable de ne pas faire entendre la doublure de la note appoggiaturée en même temps que l'appoggiature. Si en même temps que l'appoggiature, on fait entendre la note de sa résolution, il faut réunir les conditions suivantes :
- cette note doit pouvoir être doublée ;
- il faut une distance de neuvième au moins entre les deux notes en question ;
- l'appoggiature doit se produire à la partie supérieure ;
- les deux parties concernées doivent être séparées par une troisième partie au moins.
- L'appoggiature de la tierce ne pourra donc se faire que si celle-ci n'est pas déjà doublée.
- Si l'on remplace l'appoggiature par la note réelle, il faut que la réalisation reste correcte. L'appoggiature, par exemple, ne peut dissimuler deux octaves ou quintes consécutives.

## Équivalent quinte
L'appoggiature peut également se résoudre sur une méthode dite d'équivalent-quinte. Cette méthode consiste à remplacer la quinte de la dominante qui est une note susceptible d'être modifiée. Elle est la note dite "inutile" de l'accord. Cette quinte est remplacée par l'appoggiature de la dominante.
Exemple: Tonique= FA: FA-LA-DO / Dominante= DO: DO-MI-SOL
L'appoggiature de DO, soit sa sixte, est ici la note de la. Cette note va venir remplacer la quinte juste de l'accord de DO, qui est la note sol, dans la mélodie. 
Ce procédé permet de placer indirectement la tierce de l'accord de la tonique, tout en gardant l'accord de dominante intacte.